# Ba Maw
Baw Maw bio je nacionalistički vođa koji je uveo japansku vlast u Burmi 1. kolovoza 1942., nakon što je Japan osvojio zemlje Commonwealtha u Indokini. Baw Mawov režim organizirao je Obranbenu vojsku Burme (kasnije Narodnu vojsku Burme), kojom je zapovijedao Aung San.